# Georg Bickel (Maler)
Georg Bickel (* 9. Dezember 1862 in Geilsheim; † 10. Juli 1924 in Mönchsroth) war Pfarrer der bayerischen Landeskirche und wirkte als Maler. Sein bekanntestes Gemälde, das die Himmelfahrt Jesu Christi zeigt, hing seit 1911 in der Kapelle des Syrischen Waisenhauses in Jerusalem.

## Leben und Werk

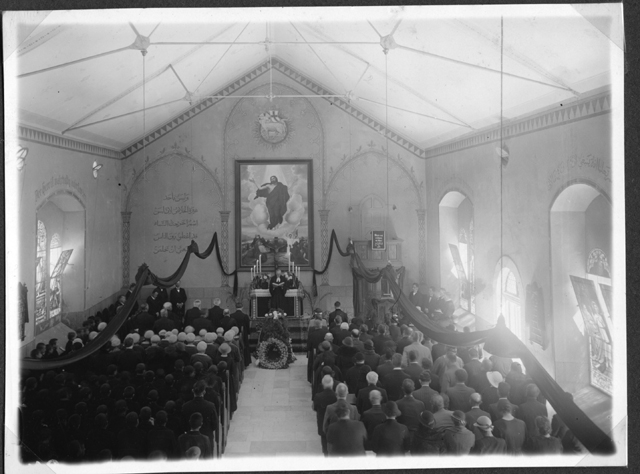
Die Kapelle des Syrischen Waisenhauses im Jahr 1935 mit dem Altargemälde Bickels

Johann Georg Bickel stammte aus dem mittelfränkischen Geilsheim. Geboren am 9. Dezember 1862 wuchs er dort als Ältester von fünf Geschwistern in einer Büttnerfamilie mit einer kleinen Landwirtschaft auf. Der Vater hieß Johann Michael Bickel (1831–1913) und war im nahe gelegenen Obermögersheim geboren worden. Die Mutter war als Maria Margaretha Fettinger (1834–1904) in der Schwandmühle bei Lentersheim auf die Welt gekommen. Dem Wunsch des Sohnes Maler zu werden kam der Vater nicht nach. Er wusste ihn zum Pfarrer bestimmt und schickte ihn nach Abschluss der Dorfschule von 1872 bis 1874 auf die Lateinschule nach Oettingen. Im Anschluss daran besuchte er das humanistische Gymnasium Carolinum in Ansbach. Im Wintersemester 1882/83 begann er sein Studium der Evangelischen Theologie an der Universität Erlangen. 1886 wurde er in Ansbach ordiniert. Nach Zwischenstationen in Meinheim und Ehingen am Ries wurde ihm am 1. Advent des Jahres 1889 die Pfarrstelle in Mönchsroth verliehen. 1890 heiratete er die Pfarrerstochter Sophie Glaser aus dem Nachbarort Greiselbach.
Mönchsroth lag wie sein Geburtsort innerhalb des Gebiets des Bezirksamts Dinkelsbühl und wurde von ihm als Teil seiner Heimat betrachtet, die er nicht verlassen wollte. Als er 1911 von einer weiter entfernten Kirchengemeinde angefragt wurde, antwortete er: „Zunächst ist es meine Liebe zur Heimat, die mich festhält. Ich bin zwar schon ein ziemliches Stück herumgekommen, aber ich bin in meinem amtlichen Wirken nie weiter als viereinhalb Stunden über meinen Geburtsort hinausgekommen. Das hat mir eine gewisse Bodenständigkeit gegeben, die meinem Wirken zu Gute gekommen ist. Aber das hat mir auch eine gewisse Einseitigkeit aufgeprägt, die für andere Verhältnisse nicht gut paßt und es mir schwer macht, in fremde Eigenart mich zu fügen.“
In seiner Mönchsrother Zeit malte er zahlreiche Bilder, meistens Landschaftsgemälde sowie Kopien großer religiöser Werke wie die von Albrecht Dürer, von Rembrandt oder von Hans Holbein dem Jüngeren.
Bickels bekanntestes Gemälde zeigt die Himmelfahrt Jesu Christi. Er fertigte es für die Kapelle des Syrischen Waisenhauses in Jerusalem an, nachdem diese ausgebrannt war. Am 2. Juli 1911 kam Ludwig Schneller persönlich nach Mönchsroth, um das Altarbild abzuholen. Als das Jerusalemer Gelände des Syrischen Waisenhauses im Zuge des jüdisch-arabischen Krieges von 1948/49 von israelischen Truppen besetzt wurde, verbrachte man Bickels Gemälde in die Theodor-Schneller-Schule nach Amman, wo es bis heute hängt.
Bickel verstarb als 61-jähriger amtierender Mönchsrother Pfarrer am 10. Juli 1924. Etliche seiner Gemälde sind heute in der Klosterkirche in Mönchsroth ausgestellt.